# Mont Nishikawa
Le mont Nishikawa (西川岳, Nishikawa-dake) est une montagne culminant à 1 361 m d'altitude dans les monts Hidaka en Hokkaidō au Japon.